# Brandtorn

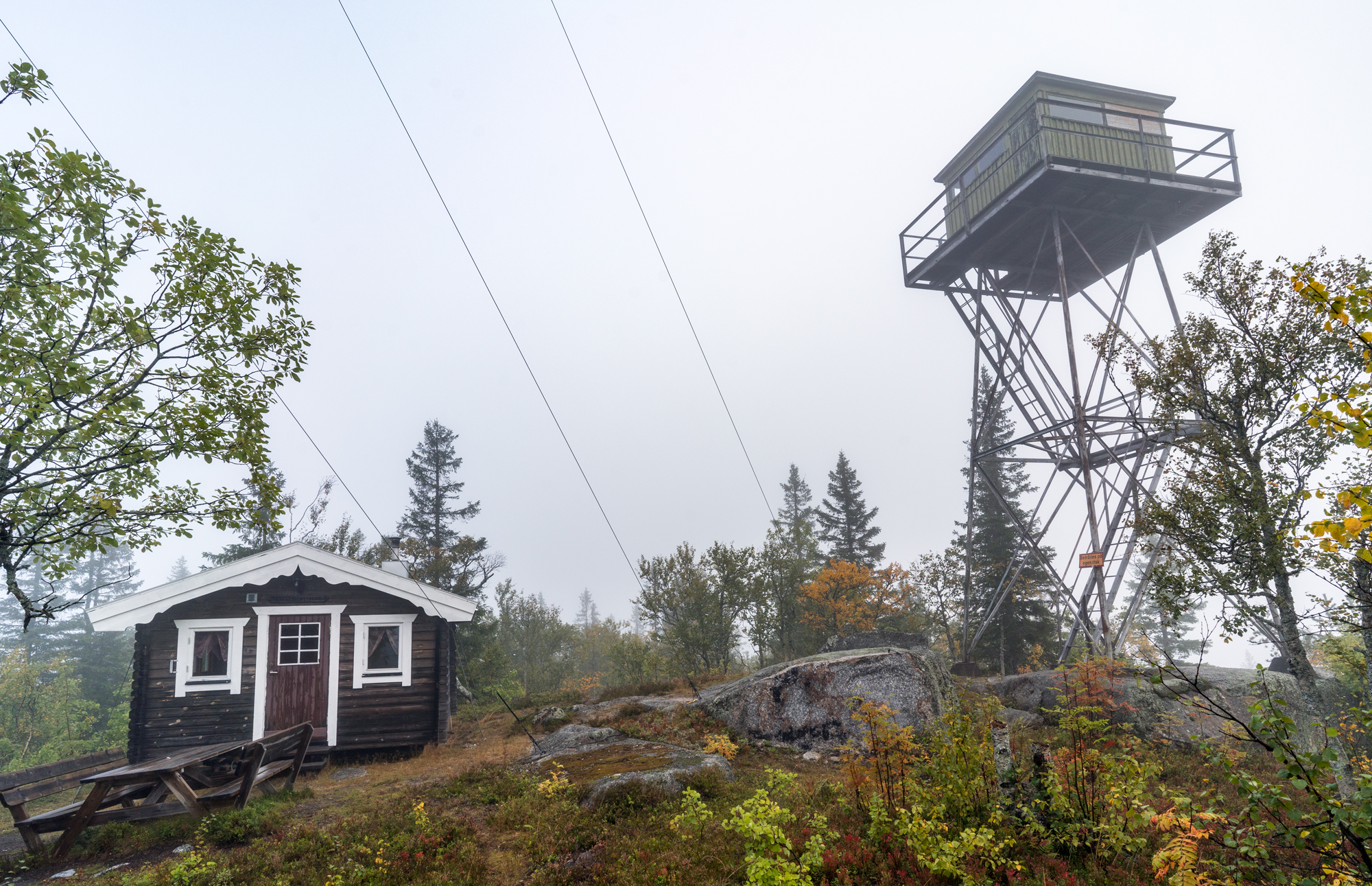
Brandtornet på berget Bågaliden i Örnsköldsviks kommun

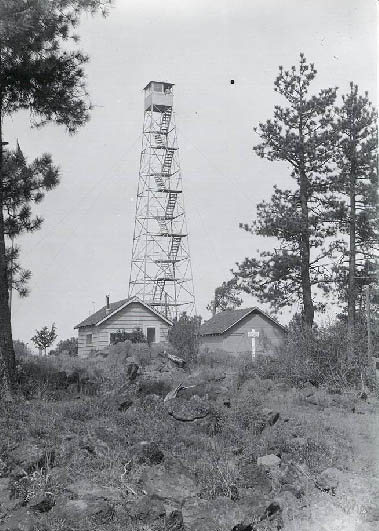
Dry Mountain Fire Lookout i Ochoco National Forest (USA) omkring 1930.

Brandtorn är byggnadsverk som används för att spana efter skogsbränder.  Många brandtorn ligger på bergstoppar för att ge så god sikt som möjligt. Idag nyttjas många oanvända torn som utkiksplatser för turister. Systemet med brandtorn används i dag i länder som USA, Kanada och Japan. 
Världens äldsta kända brandtorn byggdes på berget Masada i Negevöknen vid Döda havet i dagens Israel av Herodes den store för omkring 2000 år sedan för att upptäcka bränder som anlades av hans fiender.

## Brandtorn i Sverige
Den moderna bevakningen mot skogsbränder i Sverige uppkom i norra Dalarna vid 1800-talets slut. De stora skogsbolagen började då som en följd av skogarnas ökade värde i större utsträckning bevaka dessa så att släckning kunde påbörjas innan bränderna hunnit vålla alltför stor skada. Först använde man naturliga utsiktspunkter som bergstoppar och höga tallar, men efter en tid började man även uppföra brandtorn. Sveriges första brandtorn uppfördes på Pilkalampinoppi i Orsa finnmark 1889 (tornet finns än i dag bevarat).  Ett större nät av brandtorn, Riksnätet, bildades cirka 1940 för att övervaka Sveriges skogar. När nätet var som mest omfattande fanns knappt 300 brandtorn i landet. Åren omkring 1960 fasades systemet ut och ersattes av brandflyg. Många av tornen revs eller förföll. Förutom brandtornet på Pilkalampinoppi finns i dag bevarade brandtorn på Rödberg, Märraberg, Stortjärnsåsen, Navardalsblik och vid Bunkris i Älvdalens kommun och på Storskällberget i Hällnäs i Västerbottens län. Det finns ett brandtorn också på Överlidsberget i Gideå, Örnsköldsviks kommun.